# Diphtherostomum americanum
Diphtherostomum americanum är en plattmaskart. Diphtherostomum americanum ingår i släktet Diphtherostomum och familjen Zoogonidae. Inga underarter finns listade i Catalogue of Life.